# NGC 2854
NGC 2854 est une galaxie spirale barrée située dans la constellation de la Grande Ourse. NGC 2854 a été découverte par l'astronome germano-britannique William Herschel en 1788.

## Caractéristiques
Sa vitesse par rapport au fond diffus cosmologique est de 2 951 ± 17 km/s, ce qui correspond à une distance de Hubble de 43,5 ± 3,1 Mpc (∼142 millions d'al).
À ce jour, trois mesures non basées sur le décalage vers le rouge (redshift) donnent une distance de 32,800 ± 0,625 Mpc (∼107 millions d'al), ce qui est à l'extérieur des valeurs de la distance de Hubble. Notons que c'est avec la valeur moyenne des mesures indépendantes, lorsqu'elles existent, que la base de données NASA/IPAC calcule le diamètre d'une galaxie et qu'en conséquence le diamètre de NGC 2854 pourrait être d'environ 24,1 kpc (∼78 600 al) si on utilisait la distance de Hubble pour le calculer.
La classe de luminosité de NGC 2854 est II et elle présente une large raie HI.

## Paire de galaxies
Les galaxies NGC 2854 et NGC 2856 sont dans la même région de la sphère céleste et à peu près à la même distance de la Voie lactée. Selon Abraham Mahtessian, ils forment une paire de galaxies. D'ailleurs, ces deux galaxies figurent dans l'atlas de Halton Arp sous la cote Arp 285.

### Galaxies de l'Atlas des galaxies particulières

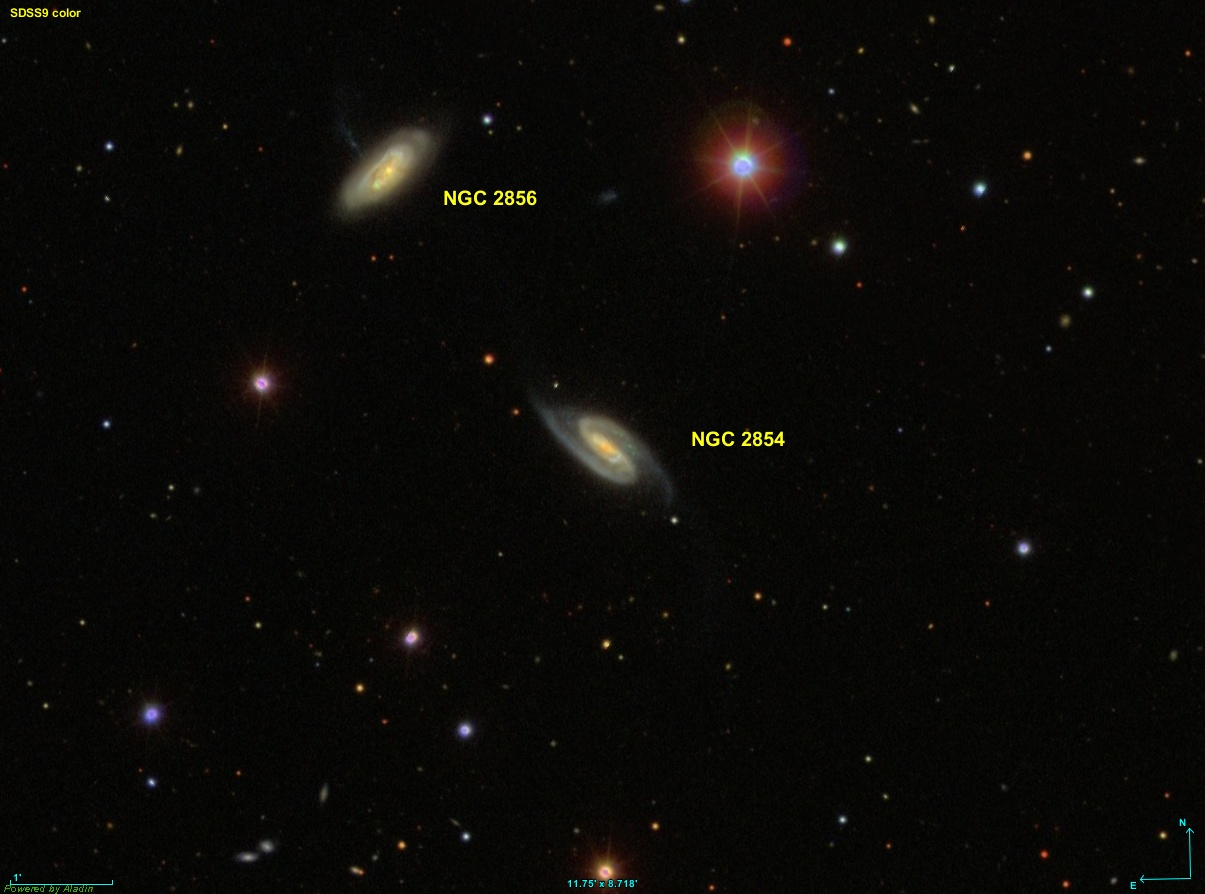
La paire de galaxies Arp 285 : NGC 2854 et NGC 2856.

Ces deux galaxies figurent dans l'atlas de Halton Arp sous la cote Arp 285. Au sujet de ce couple, Arp écrit qu'il y a de longs filaments droits (partant de NGC 2856 presqu'attachés à un bras spiral de NGC 2854.